# جون بيرك (لاعب دوري الرغبي)
جون بيرك (بالإنجليزية: John Burke)‏ هو لاعب دوري الرغبي أسترالي، ولد في 1948 في ويكفيلد في المملكة المتحدة، وتوفي بنفس المكان في 9 يونيو 2013.